# Camille Dubé
Pour les articles homonymes, voir Dubé.
Camille Dubé, né en 1944 et mort le 4 avril 2025 à Montréal, est un journaliste sportif canadien-français originaire de La Pocatière au Québec.

## Biographie

### Carrière
Il débute comme animateur de radio à CJEM, Edmundston, au Nouveau-Brunswick, et brièvement à CKCN à Sept-Iles, au Québec. En 1968-1969, après une année en enseignement du français au secondaire 4 à l'école secondaire Bernard, rue Morgan, à Sorel au Québec, il commence sa carrière à la Société Radio-Canada en 1971 à Moncton (Nouveau-Brunswick) puis à Ottawa (Ontario) avant de travailler à la télévision française de Radio-Canada en 1975, et à la radio de Radio-Canada, à Montréal, au Québec en décembre 1983. Il se fait connaître des téléspectateurs canadiens[source secondaire souhaitée] comme animateur des matchs de la Ligue canadienne de football de 1977 à 1988, sans oublier plusieurs Jeux du Canada et du Québec, des Jeux Pan-Américain et du Commonwealth.
En 1986, il décrit plusieurs matchs de la Coupe du monde de la FIFA présentée au Mexique[source secondaire souhaitée].
Camille Dubé est l'un des animateurs du baseball des Expos de Montréal à Radio-Canada à partir de 1985 jusqu'en 1996 Durant cette période, il assure la description des matchs durant trois saisons, de 1994 à 1996. 
Durant la saison de hockey, il travaille de 1989 à 1997 à La Soirée du hockey comme coanimateur et reporter, sans oublier plusieurs contributions, et descriptions occasionnelles pour la Radio en saison régulière et la télévision lors des séries éliminatoires.
Connaisseur de boxe, il décrit ce sport pour les téléspectateurs canadiens durant les Jeux olympiques, dont ceux de Montréal en 1976 ainsi qu'aux Jeux du Commonwealth[source secondaire souhaitée]. Il couvre aussi différents sports à d'autres Jeux olympiques d'hiver ou d'été. Aux Jeux Olympiques d'hiver, on[style à revoir] le retrouvera particulièrement à l'animation générale pour la Radio à Sarajevo en 1984, à la co-animation Télévision en 1988 à Calgary[source secondaire souhaitée] en patinage de vitesse de courte et longue piste, mais ignoré par son patron pour les Jeux Olympiques d'hiver de 2006 à Turin en Italie.  
Camille Dubé prend sa retraite en décembre 2009.

### Mort
Camille Dubé meurt le 4 avril 2025 à Montréal à l'âge de 80 ans,,.